# Daughter Angele
 (août 2025).
Pour plus de détails, voir Fiche technique et Distribution.
Daughter Angele est un film américain réalisé par William C. Dowlan, sorti en 1918.

## Synopsis
Une jeune femme arrive à disculper son amoureux d'une accusation d'espionnage et dans le même temps à mettre en fuite un réseau d'espions allemands.

## Fiche technique
- Titre original : Daughter Angele
- Réalisation : William C. Dowlan
- Scénario : George Elwood Jenks, d'après une histoire de W. H. Stearns
- Photographie : Elgin Lessley
- Société de production : Triangle Film Corporation
- Société de distribution : Triangle Distributing Corporation
- Pays de production :  États-Unis
- Langue originale : anglais
- Format : noir et blanc — 35 mm — 1,37:1 — Film muet
- Genre : Film d'espionnage
- Durée : 50 minutes (5 bobines)
- Date de sortie : 
  - États-Unis : 25 août 1918
- Licence : Domaine public

## Distribution
- Pauline Starke : Angele
- Walt Whitman : Anthony Brenton
- Eugene Burr : Frank Chumnige
- Philo McCullough : Bob Fortney
- Lule Warrenton : Mrs. Chumnige
- Myrtle Rishell : Mary
- Miles McCarthy : Jimmy Sheaa
- Julia Mackley : Mrs. Brown
- Harold Holland : Hans